# 1765 az irodalomban

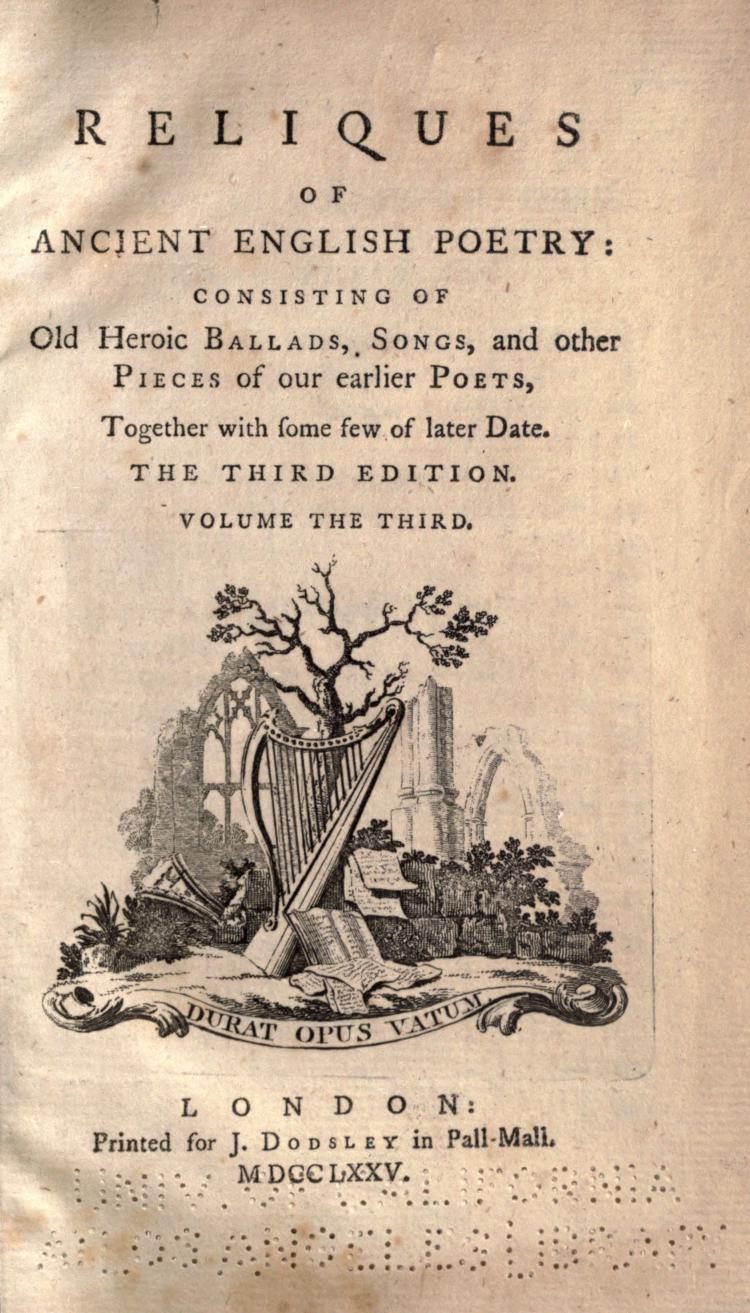
Thomas Percy gyűjteményének címlapja (3. kiadás)

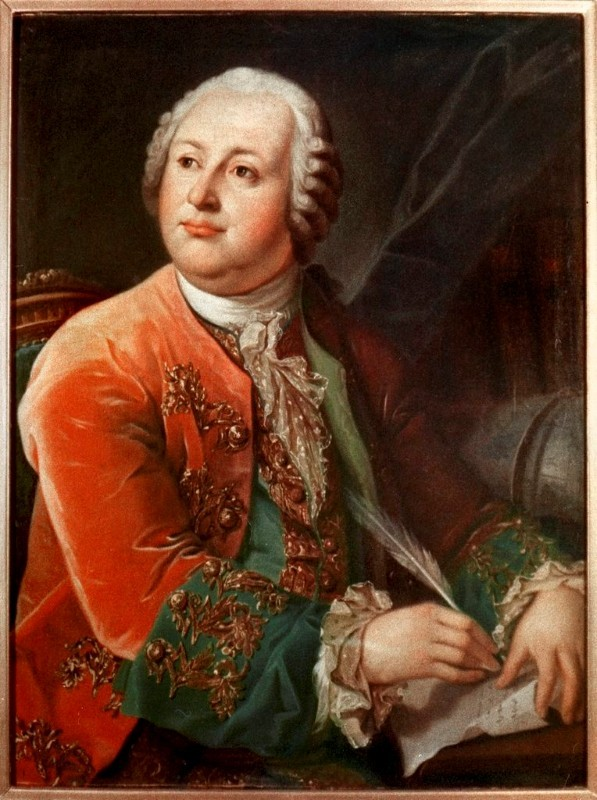
Mihail Lomonoszov

Az 1765. év az irodalomban.

## Megjelent új művek
- Thomas Percy püspök, angol író angol és skót népballadákat, népdalokat is tartalmazó gyűjteménye három kötetben: Reliques of Ancient English Poetry (Az ősi angol költészet emlékei).

### Dráma
- Carlo Gozzi mesejátéka: L'augellino bel verde (A szép zöld madárka).
- Carlo Goldoni vígjátéka: Il ventaglio (A legyező).

## Születések
- március 21. – Mátyási József magyar ügyvéd, író, költő († 1849)
- szeptember 30. – Vályi Nagy Ferenc magyar református főiskolai tanár, filológus, író († 1820)

## Halálozások
- április 5. – Edward Young angol költő (* 1681)
- április 15. – Mihail Vasziljevics Lomonoszov orosz fizikus, kémikus, író, költő; nyelvészeti és poétikai munkássága is jelentős (* 1711)